# هوانگسان
هوانگسان (به لاتین: Hwawangsan) یک کوه در کره جنوبی است که در Gyeongsangnam-do, South Korea واقع شده‌است. هوانگسان ۷۵۷ متر بالاتر از سطح دریا واقع شده‌است.